# Julija Poljačichina
Julija Sergeevna Poljačichina (in russo Юлия Сергеевна Полячихина?; Čeboksary, 8 febbraio 2000) è una modella russa, eletta Miss Russia 2018 e ottenendo la possibilità di rappresentare la Russia a Miss Mondo 2018 sia a Miss Universo 2018. Polyachikhina ha incoronato Alina Sanko come vincitrice del concorso di Miss Russia 2019 il 13 aprile 2019.